# Kosiak
Der Kosiak oder Geißberg (slowenisch Kozjak oder Ovčji vrh) ist ein 2024 m ü. A. hoher Berg in den Karawanken im Bundesland Kärnten (Österreich).

## Lage und Umgebung
Der Kosiak liegt etwa einen Kilometer nördlich des Hauptkamms der Karawanken, der hier auch die österreichisch-slowenische Grenze bildet. In seinem Westen und Süden liegt der Talschluss des Bärentals, im Osten jener des Bodentals. Die Südflanke des Kosiak ist von steilen Wiesenhängen geprägt, die West- und Ostflanke hingegen haben felsigen Charakter. Unter den Felswänden liegen Schutthalden, die Waldgrenze liegt hier auf einer Höhe von etwa 1600 m. Nach Norden und Nordwesten verläuft ein ausgeprägter Grat, der oberhalb des Kosiakkars endet und sich hier in einen Nord- und einen Nordwestgrat spaltet. Südlich des Berges am Ende des Bärentals liegen die Matschacher Alm (1628 m) und die Klagenfurter Hütte (1664 m), ein wichtiger Ausgangspunkt für die Besteigung des Kosiak. Östlich liegt auf 1569 m die Ogrisalm.

## Wege zum Gipfel
Der Normalweg zum Gipfel ist ein markierter Rundwanderweg, der  Friedrich-Zopp-Steig  von der Klagenfurter Hütte aus. Er führt über die Südwestflanke und über die Südostseite. Beide Varianten nehmen etwa eine Stunde in Anspruch, meist wird westseitig auf- und ostseitig abgestiegen.
Nord- und nordostseitig gibt es mehrere Anstiege im II. bis III. Schwierigkeitsgrad von der Ogrisalm aus. Der Anstieg über den Nordwestgrat weist den II., der über den Nordgrat den III. Schwierigkeitsgrad auf.
Im Winter stellt der Kosiak eine beliebte Skitour dar, besonders die Abfahrt über die Südwestflanke wird von Wintersportlern geschätzt.